# Intercontinental Exchange
Intercontinental Exchange ( ICE ) es una empresa estadounidense del Fortune 500 formada en 2000 que opera bolsas globales, cámaras de compensación y proporciona tecnología hipotecaria, datos financieros y servicios de listado. La empresa posee bolsas para los mercados financieros y de materias primas , y opera 12 bolsas y mercados regulados. Esto incluye las bolsas de futuros de ICE en los Estados Unidos, Canadá y Europa, las bolsas de futuros de Liffe en Europa, la Bolsa de Valores de Nueva York , las bolsas de opciones de acciones y los mercados OTC de energía, crédito y acciones.
ICE también posee y opera seis cámaras de compensación centrales: ICE Clear US, ICE Clear Europe, ICE Clear Singapore, ICE Clear Credit , ICE Clear Netherlands e ICE NGX. ICE tiene oficinas en Atlanta , Nueva York , Londres, Chicago, Bedford, Houston, Winnipeg, Ámsterdam, Calgary, Washington D. C., San Francisco, Tel Aviv, Hyderabad y Singapur .

## Historia
Jeffrey C. Sprecher fue un desarrollador de plantas de energía que descubrió la necesidad de un mercado uniforme en el gas natural utilizado para generar energía. A fines de la década de 1990, Sprecher adquirió Continental Power Exchange, Inc. con el objetivo de desarrollar una plataforma basada en Internet para proporcionar una estructura de mercado más transparente y eficiente para el comercio de materias primas energéticas OTC.
En mayo de 2000, Sprecher fundó ICE con el respaldo de Goldman Sachs , Morgan Stanley , BP , TotalEnergies , Shell , Deutsche Bank y Société Générale .
El nuevo intercambio aumentó la transparencia de los precios, la eficiencia, la liquidez y tuvo costos más bajos que el comercio manual. Mientras que el foco original de la compañía era de productos energéticos (crudo y refinado de petróleo , gas natural , la energía y las emisiones ), adquisiciones posteriormente amplió su actividad en materias primas agrícolas ( azúcar , algodón y café ), de divisas y de índices bursátiles de futuros.
En respuesta a la crisis financiera de Estados Unidos en 2008, Sprecher formó ICE US Trust con sede en Nueva York, ahora llamado ICE Clear Credit LLC, para servir como un banco de propósito limitado, una cámara de compensación para swaps de incumplimiento crediticio . Sprecher trabajó en estrecha colaboración con la Reserva Federal para actuar como su cámara de compensación de derivados extrabursátiles. "Los reguladores de EE. UU. estaban interesados en el tipo de cámara de compensación para derivados opacos extrabursátiles (OTC) como un dispositivo de gestión de riesgos. En ausencia de una contraparte central, que garantizaría los pagos en caso de que una parte comercial no pudiera hacer por tanto, existía un alto riesgo de perturbación masiva del mercado ". 
Los principales patrocinadores de ICE US Trust fueron las mismas instituciones financieras más afectadas por la crisis, los nueve principales bancos más grandes del mundo (Goldman Sachs, Bank of America, Citi, Credit Suisse, Deutsche Bank, JPMorgan, Merrill Lynch, Morgan Stanley y UBS). La cámara de compensación de Sprecher autorizó sus swaps de incumplimiento crediticio (CDS) globales a cambio de compartir las ganancias con estos bancos.  Para el 30 de septiembre de 2008, el Financial Post advirtió que "el mercado de derivados crediticios de 54.000 millones de dólares se enfrentó a su mayor prueba en octubre de 2008, ya que los intercambios internacionales subastarían contratos por valor de miles de millones de dólares sobre derivados ahora en incumplimiento y Asociación de Derivados . En su artículo en el Financial Post, describió a ICE como un "mercado electrónico de futuros con sede en los Estados Unidos" que elevó las apuestas el 30 de octubre de 2008 en su esfuerzo por expandirse en el mercado de derivados crediticios de 54000 millones de dólares ( Weitzman 2008 ).
Para 2010, Intercontinental Exchange había liquidado más de $ 10 billones en swaps de incumplimiento crediticio (CDS) a través de sus subsidiarias, ICE Trust CDS (ahora ICE Clear Credit). En 2017, Intercontinental Exchange había sido nombrada en el Fortune Future 50, determinando las 50 principales empresas que están mejor posicionadas para adaptarse y generar crecimiento en un entorno complejo. ICE también fue incluido en Fortune 500 en junio de 2017 como el único operador de cambio incluido en la clasificación.
El 6 de septiembre de 2019, Bloomberg informó que ICE estaba cada vez más cerca de ofrecer operaciones de futuros de Bitcoin , ya que "su unidad Bakkt abre hoy a los clientes su almacén de custodia de activos digitales". El 23 de septiembre de 2019 se comenzó a poder adquirir Bitcoin.

## Fusiones y adquisiciones
Intercontinental Exchange ha tenido una política de crecimiento a través de la adquisición de otras bolsas, algunas de las cuales han tenido éxito, mientras que otras han fracasado debido a las preocupaciones de los reguladores u otros de que la nueva empresa habría creado una situación de monopolio. Las principales adquisiciones e intentos de adquisición han incluido:

### International Petroleum Exchange (IPE) 2001
En junio de 2001, ICE expandió su negocio al comercio de futuros mediante la adquisición de la Bolsa Internacional de Petróleo (IPE) con sede en Londres , ahora ICE Futures Europe, que operaba la principal bolsa de futuros de energía abierta en Europa. Desde 2003, ICE se ha asociado con Chicago Climate Exchange (CCX) para albergar sus mercados electrónicos. En abril de 2005, toda la cartera de futuros de energía de ICE se volvió completamente electrónica e ICE cerró el piso de negociación histórico y de alto perfil de la International Petroleum Exchange .

### New York Board of Trade (NYBOT) 2007
ICE se convirtió en una empresa que cotiza en bolsa el 16 de noviembre de 2005 y se agregó al índice Russell 1000 el 30 de junio de 2006. La empresa se expandió rápidamente en 2007, adquiriendo la New York Board of Trade (NYBOT), y ChemConnect ( un mercado de productos químicos).

### Oferta fallida de la Junta de Comercio de Chicago 2007
En marzo de 2007, ICE hizo una oferta infructuosa de $ 9,9 mil millones por la Chicago Board of Trade , que en su lugar fue adquirida por CME Group .

### Winnipeg Commodity Exchange (WCE) 2007
IntercontinentalExchange Inc., compró la Bolsa de Productos Básicos de Winnipeg , de 120 años , conocida por su contrato de futuros de canola, por 40 millones de dólares.
El Winnipeg Commodity Exchange (WCE) pasó a llamarse ICE Futures Canada a partir del 1 de enero de 2008. En 2004, Winnipeg Commodity Exchange "cerró su piso de negociación abierta" convirtiéndose "en" el primer mercado de futuros agrícolas de América del Norte en negociar exclusivamente en una plataforma electrónica "negociando a través de la plataforma electrónica de la Chicago Board of Trade, y [utilizando] los servicios de compensación de la Kansas City Board of Trade. IntercontinentalExchange convirtió los contratos de Winnipeg Commodity Exchange en la plataforma IntercontinentalExchange. IntercontinentalExchange mantuvo una oficina y un "personal básico reducido" en Winnipeg, Manitoba. La Comisión de Valores de Manitoba supervisa sus operaciones.

### Creditex 2008
En junio de 2008, ICE anunció que había celebrado un acuerdo de fusión definitivo para adquirir Creditex Group Inc. (Creditex). La contraprestación de la transacción ascendió a $ 625 millones que comprenden aproximadamente $ 565 millones en acciones ordinarias de ICE y $ 60 millones en efectivo, así como un ajuste de capital de trabajo que se finalizará al cierre. Tras el cierre de la transacción, Creditex Group se convirtió en una subsidiaria de propiedad total de ICE, que opera bajo el nombre de Creditex.

### Sociedad de intercambio de gas natural de TSX Group 2008
En enero de 2008, ICE se asoció con la Bolsa de Gas Natural del Grupo TSX de Canadá , ampliando su oferta a los servicios de compensación y liquidación de contratos físicos de gas natural OTC. 

### Climate Exchange 2010
En abril de 2010, ICE adquirió Climate Exchange PLC por 395 millones de libras ($ 622 millones) y European Climate Exchange (ECX) como parte de su compra. Los productos de emisiones negociados en bolsa fueron ofrecidos por primera vez por el European Climate Exchange (ECX), que se estableció en 2005, mediante la inclusión de productos en la plataforma comercial de ICE Futures Europe. ICE Futures Europe es el mercado líder en emisiones de dióxido de carbono (CO2) . Los productos ECX de ICE cumplen con los requisitos del Esquema de comercio de derechos de emisión de la Unión Europea .

### NYSE Euronext 2013
En febrero de 2011, a raíz de la fusión anunciada de NYSE Euronext con Deutsche Börse , se especuló que ICE y Nasdaq podrían montar una contraoferta propia por NYSE Euronext. Se pensaba que ICE estaba buscando adquirir el negocio de derivados de la bolsa estadounidense, Nasdaq, su negocio de acciones en efectivo. En el momento de la especulación, "el valor de mercado de NYSE Euronext era de $ 9,75 mil millones. Nasdaq estaba valorado en $ 5,78 mil millones, mientras que ICE estaba valorado en $ 9,45 mil millones". A fines de mes, se informó que Nasdaq estaba considerando solicitar a ICE o al Chicago Mercantile Exchange (CME) que se unieran a lo que probablemente sería una contraoferta de $ 11-12 mil millones para NYSE. El 1 de abril, ICE y Nasdaq hicieron una oferta de $ 11,3 mil millones que fue rechazada el 10 de abril por NYSE. Una semana más tarde, ICE y Nasdaq mejoraron su oferta, incluido un aumento de $ .17 por acción a $ 42.67 y una tarifa de ruptura de $ 350 millones si el acuerdo encontrara problemas regulatorios. Los dos dijeron que la oferta era una prima de $ 2 mil millones (21%) sobre la oferta de Deutsche y que habían comprometido un financiamiento total de $ 3,8 mil millones de los prestamistas para financiar el acuerdo.
El Departamento de Justicia , también en abril, "inició una revisión antimonopolio de la propuesta, que habría llevado a casi todas las acciones estadounidenses a cotizar bajo un Nasdaq-NYSE fusionado". En mayo, diciendo que "quedó claro que no tendríamos éxito en obtener la aprobación regulatoria", el Nasdaq y el ICE retiraron su oferta. La Comisión Europea luego bloqueó la fusión de Deutsche el 1 de febrero de 2012, citando el hecho de que la empresa fusionada tendría casi un monopolio.
En diciembre de 2012, ICE anunció que compraría NYSE Euronext (esta vez sin la participación de Nasdaq) por $ 8.2 mil millones, pendiente de aprobación regulatoria. Jeffrey Sprecher conservará su puesto de presidente y director ejecutivo. Los consejos de administración de ICE y NYSE Euronext aprobaron la adquisición, que tuvo lugar en 2013.
En 2014, ICE escindió Euronext, conservando NYSE y LIFFE , renombrándola como ICE Futures Europe.

### SuperDerivatives Inc 2014
En septiembre de 2014, ICE anunció que había acordado adquirir SuperDerivatives , un proveedor de análisis de gestión de riesgos, datos del mercado financiero y servicios de valoración. SuperDerivatives se compró por $ 350 millones el 7 de octubre de 2014.

### Interactive Data Corporation (IDC) 2015
En octubre de 2015, ICE anunció que había firmado un acuerdo definitivo para adquirir Interactive Data Corporation (IDC), un proveedor de datos de mercado financiero, análisis y soluciones comerciales relacionadas, de Silver Lake , involucrado en inversiones en tecnología, y Warburg Pincus, una firma de capital privado enfocada en inversiones de crecimiento. La adquisición fue valorada en aproximadamente $ 5.2 mil millones, incluidos $ 3.65 mil millones en efectivo y $ 1.55 mil millones en acciones ordinarias de ICE, y se basa en la estrategia de crecimiento de datos de mercado global de ICE al expandir los mercados atendidos, agregar plataformas tecnológicas y aumentar nuevos datos y servicios de valoración. La finalización de la transacción estaba sujeta a la aprobación regulatoria y otras condiciones de cierre habituales. La transacción se completó el 14 de diciembre de 2015.

### Trayport 2015 y desinversión posterior
En diciembre de 2015, ICE adquirió Trayport por $ 650 millones de GFI Group . Trayport proporciona una plataforma de tecnología comercial que sirve a corredores, bolsas, cámaras de compensación y participantes comerciales, principalmente en los mercados de servicios públicos europeos. Aproximadamente el 70% - 80% de las operaciones europeas de servicios públicos fluyen a través de su plataforma.
Tras la adquisición, la Autoridad de Competencia y Mercados (CMA) solicitó la fusión para su revisión. En octubre de 2016 anunció su decisión de exigir a ICE que vendiera Trayport, habiendo dictaminado que la fusión podría conducir a una disminución sustancial de la competencia. ICE impugnó la decisión en el Tribunal de Apelación de la Competencia (CAT), pero el CAT confirmó la decisión de la CMA. Como resultado, ICE vendió Trayport a TMX Group en octubre de 2017, a cambio de ciertos activos de TMX Group y efectivo de £ 350 millones. El fallo de la CMA contra ICE fue la primera vez que CMA exigió que una empresa vendiera un activo que ya había comprado.

### Evaluaciones de valores de Standard & Poor's (SPSE) 2016
En marzo de 2016, ICE acordó adquirir Standard & Poor's Securities Evaluations, Inc. (SPSE) y Credit Market Analysis (CMA), dos activos de la unidad de negocios S&P Global Market Intelligence de McGraw Hill Financial . La mayoría de los términos del acuerdo no fueron divulgados. En octubre de 2016 había completado su adquisición en efectivo.

### TMX Atrium 2017
En febrero de 2017, ICE anunció que había firmado un acuerdo para adquirir TMX Atrium, un negocio de servicios inalámbricos y extranet de TMX Group. Los términos del acuerdo no fueron divulgados.

### BofA Merrill Lynch Global Research Index Platform (BofAML) 2017
En febrero de 2017, ICE anunció que había firmado un acuerdo definitivo para adquirir la plataforma de índices de la división Global Research de Bank of America Merrill Lynch. Los índices BofAML son los segundos índices de renta fija más utilizados por activos bajo gestión (AUM) a nivel mundial, y al cierre, el AUM comparado con el negocio de índices de renta fija combinada de ICE será de casi $ 1 billón. Al cerrar, los índices se volverán a denominar índices ICE BofAML. Los términos del acuerdo no fueron revelados y la transacción se completó en el segundo semestre de 2017. En octubre de 2017, ICE anunció que había completado su adquisición. Además, en agosto de 2019, anunció que había celebrado un acuerdo para adquirir una familia de índices de volatilidad de renta fija, incluida la destacada familia de índices Merrill Lynch Option Volatility Estimate (“MOVE”).

### Euroclear 2017
En octubre de 2017, ICE anunció que había adquirido una participación del 4,7% en Euroclear por 275 millones de euros. ICE prevé que un representante se una a la Junta de Euroclear. Euroclear es un proveedor líder de servicios posnegociación, que incluyen liquidación, depósitos centrales de valores y servicios relacionados para transacciones transfronterizas entre clases de activos. Se entiende que ICE aumentó su participación al 10% a principios de 2018.

### Virtu BondPoint 2017
En octubre de 2017, ICE anunció que había firmado un acuerdo para adquirir Virtu BondPoint de Virtu Financial por $ 400 millones en efectivo. Según los informes, la adquisición se completó el 2 de enero de 2018 según lo anunciado por ICE. BondPoint es una plataforma integrada y automatizada que ofrece servicios adicionales de ejecución de renta fija y uno de los conjuntos más amplios de instrumentos de renta fija.

### Bolsa de Valores de Chicago (CHX) 2018
En abril de 2018, ICE anunció que había celebrado un acuerdo para adquirir la Bolsa de Valores de Chicago (CHX), una bolsa de valores de servicio completo, que incluye servicios de negociación, datos y listados corporativos. La transacción se cerró en el segundo trimestre de 2018, sujeto a las aprobaciones regulatorias. Los términos de la transacción no se revelaron y el impacto financiero no fue importante para ICE ni afectó los planes de retorno de capital.

### TMC Bonds LLC 2018
En mayo de 2018, ICE anunció que había celebrado un acuerdo para adquirir TMC Bonds LLC por $ 685 millones en efectivo. Establecido en 2000, TMC Bonds es un mercado de renta fija que respalda el comercio anónimo en varias clases de activos, incluidos municipales, corporaciones, tesorerías, agencias y certificados de depósito. La transacción se cerró en la segunda mitad de 2018, sujeta a las aprobaciones regulatorias y antimonopolio habituales, y no tuvo un impacto material en los resultados financieros o los rendimientos de capital de 2018.

### MERSCORP Holding, Inc 2018
En octubre de 2018, ICE anunció que había adquirido el capital social restante de MERSCORP Holding, Inc., propietario de Mortgage Electronic Registration Systems , Inc. (MERS). MERSCORP posee y opera el Sistema MERS, un registro electrónico nacional que rastrea los cambios en los derechos de administración y los intereses de beneficiarios reales en los préstamos hipotecarios con sede en los EE. UU. ICE poseía una participación mayoritaria en MERS desde 2016. A principios de este mes, ICE trasladó con éxito la infraestructura del sistema MERS al centro de datos ICE Mahwah, un requisito integral para completar la adquisición final del negocio. El precio y los términos de la transacción no se revelaron y no fueron importantes para las ganancias de ICE ni tuvieron un impacto en los planes de retorno de capital.

### Simplifile, LC 2019
En mayo de 2019, ICE anunció que había acordado adquirir Simplifile, LC. Simplifile opera una red que conecta agentes y jurisdicciones involucradas con registros de hipotecas residenciales.
ICE pagó $ 335 millones para adquirir Simplifile, que tiene su sede en Provo, Utah. La transacción se cerró en el tercer trimestre de 2019. Tras el cierre, Simplifile, que tenía aproximadamente 200 empleados, siguió teniendo su sede en Provo y empezó a operar bajo el nombre de Simplifile.

### Ellie Mae, 2020
En agosto de 2020, ICE anunció que había firmado un acuerdo definitivo para adquirir Ellie Mae , un proveedor de plataforma basada en la nube para la industria de financiamiento hipotecario. La transacción con Ellie Mae, una compañía de cartera de Thoma Bravo , una firma líder en inversiones de capital privado, valoró a Ellie Mae en aproximadamente $ 11 mil millones. El acuerdo, luego de que ICE tomara una participación mayoritaria en MERS en 2016, comprara el resto en 2018 y adquiriera Simplifile en 2019, convirtió a ICE y su creciente ICE Mortgage Technology en un proveedor líder de soluciones de flujo de trabajo electrónico de extremo a extremo para el sector residencial de EE. UU. industria hipotecaria. La transacción se completó con éxito en septiembre de 2020 después de la aprobación regulatoria.

## Operaciones
ICE ofrece servicios de compensación y negociación de cambios en varios mercados diferentes. Entre sus principales productos se encuentran:
- Opciones y futuros negociados en bolsa
  - Agricultura
  - Finanzas
  - Petróleo crudo y refinado
  - Electricidad
  - Gas natural / líquidos
  - (Reino Unido) Gas natural
  - Otro
- Instrumentos de venta libre (ICE OTC)
  - Petróleo crudo y refinado
  - Gas natural
  - Electricidad

La empresa se divide en las siguientes subsidiarias:
- Mercados
  - Futuros ICE EE. UU.
  - ICE Futures Europe: una de las bolsas de futuros y opciones de energía más grandes del mundo.
  - Futuros ICE Singapur
  - ICE Endex
  - ICE OTC Energy
  - ICE Swap Trade y Creditex
  - Bonos ICE
- Clearing
  - ICE Clear US
  - ICE Clear Europe
  - ICE NGX
  - ICE Clear Singapur
  - ICE Clear Países Bajos
  - Crédito ICE Clear

## Servicios de datos de ICE
En junio de 2016, Intercontinental Exchange introdujo los servicios de datos ICE ampliados, que combinaban datos de intercambio, valoraciones, análisis y otro software utilizado por la Bolsa de Valores de Nueva York (NYSE), SuperDerivatives e Interactive Data (IDC).
ICE originalmente formó su subsidiaria ICE Data en 2003, reconociendo la creciente demanda de datos de intercambio a medida que los mercados se volvían cada vez más automatizados. ICE continúa invirtiendo en sus servicios de datos para abordar las necesidades cambiantes de los clientes impulsadas por la reforma regulatoria, la fragmentación del mercado, la inversión pasiva y la indexación, junto con una mayor demanda de capacidad y seguridad de datos, y valoraciones independientes. Sus clientes incluyen instituciones financieras globales, administradores de activos, firmas comerciales de cobertura, administradores de riesgos, emisores corporativos e inversionistas individuales.
ICE Data Services tiene oficinas en California , Nueva York , Chicago , Bedford MA , Londres , Dublín , Tel Aviv , Hong Kong , Singapur, Tokio , Hyderabad y Melbourne .

## Bakkt
En agosto de 2018, Intercontinental Exchange anunció que estaba formando una nueva empresa, Bakkt, que está destinada a aprovechar los servidores en línea de Microsoft para administrar los activos digitales. Se dijo que Bakkt estaba trabajando con Boston Consulting Group (BCG), Microsoft , Starbucks y otros para crear una plataforma de software. Se espera que el ecosistema de Bakkt incluya mercados y almacenamiento regulados por el gobierno federal junto con aplicaciones para comerciantes y consumidores. Sus primeros casos de uso serán para el comercio y la conversión de Bitcoin (BTC) frente a monedas fiduciarias . Kelly Loeffler se desempeñó como directora ejecutiva de Bakkt hasta su nombramiento en el Senado de Estados Unidos .
Como componente inicial de la oferta de Bakkt, el intercambio de futuros y la cámara de compensación de Intercontinental Exchange con sede en EE. UU. planean lanzar un contrato BTC de 1 día entregado físicamente junto con almacenamiento físico en 2019, sujeto a la revisión y aprobación de la CFTC, que se retrasó. Estos lugares regulados establecerán nuevos protocolos para gestionar los requisitos específicos de seguridad y liquidación de las monedas digitales. Además, la cámara de compensación planea crear un fondo de garantía separado que será financiado por Bakkt.
En diciembre de 2018, Bakkt completó su primera ronda de financiación, recaudando 182,5 millones de dólares de inversores como Boston Consulting Group , Horizons Ventures de Li Ka-shing , Intercontinental Exchange, el brazo de capital de riesgo de Microsoft, M12 , Pantera Capital, PayU y Naspers . El 13 de mayo de 2019, Bakkt anunció una fecha firme para el lanzamiento de la plataforma en julio.
En enero de 2019, Bakkt anunció que había celebrado un acuerdo para adquirir ciertos activos de Rosenthal Collins Group (RCG), para cerrar en febrero. En abril de 2019, Bakkt anunció que había adquirido Digital Asset Custody Company (DACC). Los términos de la transacción no se han revelado. En septiembre de 2019, el intercambio comenzó a negociar futuros de bitcoins. En febrero de 2020, ICE anunció que acordó adquirir Bridge2 Solutions, un proveedor líder de soluciones de fidelización para comerciantes y consumidores. Tras la finalización de la transacción, Bakkt planea adquirir Bridge2 Solutions de ICE utilizando los ingresos de la ronda de financiación de la Serie B de Bakkt.
En septiembre de 2020, Bakkt anunció un nuevo récord histórico para el volumen de transacciones en contratos de futuros de Bitcoin entregados físicamente. Durante la sesión del 15 de septiembre, esta cifra ascendió a 15.955 BTC (más de $ 200 millones en el momento del anuncio).
En enero de 2021, Bakkt anunció que se convertiría en una empresa que cotizaría en bolsa mediante una fusión con VPC Impact Acquisition Holdings, una empresa de adquisición de propósito especial patrocinada por Victory Park Capital ("VPC"). La compañía recién combinada pasó a llamarse Bakkt Holdings, Inc. y empezó a cotizar en la Bolsa de Valores de Nueva York , donde la combinación de negocios entre Bakkt y VIH valora a la compañía combinada en un valor empresarial de aproximadamente $ 2.1 mil millones. Intercontinental Exchange mantiene un interés económico del 65%.